# Coteaux-de-l'Auxois
Le vin coteaux-de-l'auxois, anciennement « vin de pays des coteaux de l'Auxois », est un vin français d'indication géographique protégée de zone, produit dans le département de la Côte-d'Or.

## Histoire

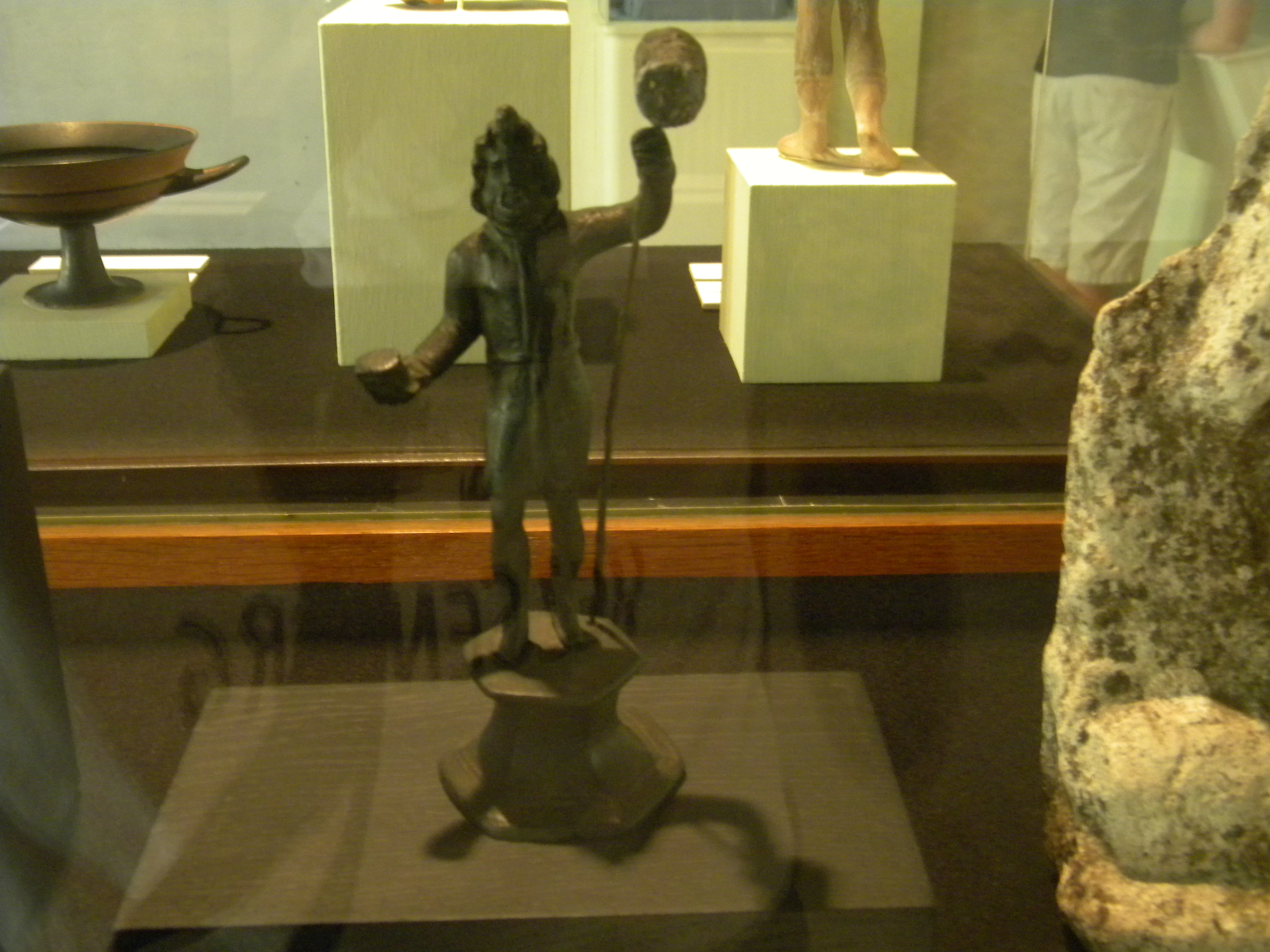
Dieu au maillet IIe siècle (musée du vin, Beaune)

Une statuette en bronze d'un dieu au maillet a été trouvée à Crépey, hameau d'Aubaine. C'est un témoignage de la survivance des cultes gaulois à l'époque gallo-romaine. Ce dieu au maillet de tonnelier a été assimilé au dieu du vin.
L'activité viticole est présente sur ce territoire depuis le Moyen Âge. De nombreuses abbayes (l'abbaye de Flavigny et l'abbaye de Fontenay par exemple) ont joué un rôle important dans la reconnaissance de la production locale.
Les vins locaux possèdent au XVIIIe siècle une grande réputation. Ces derniers sont régulièrement exportés à Paris. 
Au XIXe siècle, la superficie de vigne est de 40 000 hectares. Mais le vignoble va connaître un déclin important du fait de nombreux facteurs : le phylloxera, l'oïdium et le mildiou. En parallèle de ce déclin, la production bovine va largement se développer, cette dernière devenant le fleuron de l'agriculture de l'Auxois. 
Aujourd'hui, le vignoble n'est plus que d'une quarantaine d'hectares. Il n'est présent que sur les zones les plus favorables à sa culture.

## Géographie

### Aire de l'IGP
L'IGP est présente sur le département de la Côte-d'Or. 193 communes sont concernées : Aisy-sous-Thil, Alise-Sainte-Reine, Allerey, Antheuil, Antigny-la-Ville, Arconcey, Arnay-le-Duc, Arnay-sous-Vitteaux, Arrans, Asnières-en-Montagne, Athie, Aubaine, Auxant, Avosnes, Bard-lès-Époisses, Bellenot-sous-Pouilly, Benoisey, Bessey-en-Chaume, Bessey-la-Cour, Beurey-Bauguay, Beurizot, Bierre-lès-Semur, Blancey, Source-Seine, Bligny-sur-Ouche, Bouhey, Boussey, Boux-sous-Salmaise, Brain, Braux, Brianny, Buffon, La Bussière-sur-Ouche, Bussy-le-Grand, Chailly-sur-Armançon, Champ-d'Oiseau, Champignolles, Champrenault, Charencey, Charigny, Charny, Chassey, Châteauneuf, Châtellenot, Chaudenay-la-Ville, Chaudenay-le-Château, Chazilly, Chevannay, Civry-en-Montagne, Clamerey, Clomot, Colombier, Commarin, Corpoyer-la-Chapelle, Corrombles, Corsaint, Courcelles-Frémoy, Courcelles-lès-Montbard, Courcelles-lès-Semur, Créancey, Crépand, Crugey, Culètre, Cussy-la-Colonne, Cussy-le-Châtel, Dampierre-en-Montagne, Darcey, Dompierre-en-Morvan, Écutigny, Éguilly, Époisses, Éringes, Essey, Fain-lès-Montbard, Fain-lès-Moutiers, Le Fête, Flavigny-sur-Ozerain, Flée, Foissy, Fontangy, Forléans, Fresnes, Frôlois, Genay, Gissey-le-Vieil, Gissey-sous-Flavigny, Grésigny-Sainte-Reine, Grignon, Hauteroche, Jailly-les-Moulins, Jeux-lès-Bard, Jouey, Juilly, Lacanche, Lacour-d'Arcenay, Lantilly, Longecourt-lès-Culêtre, Lucenay-le-Duc, Lusigny-sur-Ouche, Maconge, Magnien, Magny-la-Ville, Maligny, Marcellois, Marcigny-sous-Thil, Marcilly-et-Dracy, Marcilly-Ogny, Marigny-le-Cahouët, Marmagne, Martrois, Massingy-lès-Semur, Massingy-lès-Vitteaux, Meilly-sur-Rouvres, Ménétreux-le-Pitois, Millery, Mimeure, Missery, Montbard, Montberthault, Montceau-et-Écharnant, Montigny-Montfort, Montigny-Saint-Barthélemy, Montigny-sur-Armançon, Mont-Saint-Jean, Moutiers-Saint-Jean, Musigny, Mussy-la-Fosse, Nan-sous-Thil, Nogent-lès-Montbard, Noidan, Normier, Painblanc, Pont-et-Massène, Posanges, Pouillenay, Pouilly-en-Auxois, Précy-sous-Thil, Quincerot, Quincy-le-Vicomte, La Roche-Vanneau, Roilly, Rougemont, Rouvres-sous-Meilly, Saffres, Sainte-Colombe, Saint-Euphrône, Saint-Germain-lès-Senailly, Saint-Hélier, Saint-Mesmin, Saint-Pierre-en-Vaux, Saint-Prix-lès-Arnay, Saint-Rémy, Sainte-Sabine, Saint-Thibault, Salmaise, Saussey, Seigny, Semarey, Semur-en-Auxois, Senailly, Souhey, Soussey-sur-Brionne, Thenissey, Thoisy-le-Désert, Thomirey, Thorey-sous-Charny, Thorey-sur-Ouche, Thoste, Torcy-et-Pouligny, Touillon, Toutry, Uncey-le-Franc, Vandenesse-en-Auxois, Veilly, Velogny, Venarey-les-Laumes, Verrey-sous-Salmaise, Vesvres, Veuvey-sur-Ouche, Vic-de-Chassenay, Vic-des-Prés, Vic-sous-Thil, Vieux-Château, Viévy, Villaines-les-Prévôtes, Villars-et-Villenotte, Villeberny, Villeferry, Villeneuve-sous-Charigny, Villy-en-Auxois, Viserny, Vitteaux et Voudenay.

### Climat
Le territoire est soumis à un climat de type océanique. 
Les précipitations annuelles moyennes sont de l'ordre de 750 mm par an. Elles sont modérées et régulières. Qui plus est, le territoire ne connaît pas de phénomène de sécheresse affirmé durant la saison estivale. 
La moyenne annuelle en termes de température est de 10,5 °C, ce qui témoigne d'une relative fraîcheur sur l'ensemble de l'année.

## Vignoble

### Principales implantations
Parmi les domaines identifiés en 2018, le principal se situe à Flavigny-sur-Ozerain (14 ha). Un domaine exploité depuis 4 générations sur 2 ha en agriculture biologique se trouve à Thorey-sous-Charny. En 1991, une bande d'amis fait renaître un vignoble de 10 ha conduit en lyre sur les villages de Villaines-les-Prévôtes et Viserny.

### Encépagement

#### Cépages rouges
Les cépages rouges utilisés pour les vins rouges sont le césar N, le gamaret N, le Gamay N, le merlot N et le pinot noir N.

#### Cépages roses
Les cépages roses utilisés pour les vins rosés sont le cészar N, le gamaret N, le Gamay N, le merlot N, le meunier N, le pinot gris G, le pinot noir N et le sauvignon gris G.

#### Cépages blancs
Les cépages blancs utilisés pour les vins blancs sont l'aligoté B, l'auxerrois B, le césar R, le chardonnay B, le chasselas B, le chenin B,
le gamay N, le gamaret N, le melon B, le merlot N, le meunier N, le pinot blanc B, le pinot gris G, le pinot noir N, le saint-pierre doré B, le sauvignon B, le sauvignon gris G, le savagnin blanc B et le viognier B. 

### Types de vin
Il existe 12 labellisations différentes :
- Coteaux de l'Auxois blanc[3]
- Coteaux de l'Auxois rosé[4]
- Coteaux de l'Auxois rouge[5]
- Coteaux de l'Auxois mousseux de qualité blanc[6]
- Coteaux de l'Auxois mousseux de qualité rosé[7]
- Coteaux de l'Auxois mousseux de qualité rouge[8]
- Coteaux de l'Auxois primeur ou nouveau blanc[9]
- Coteaux de l'Auxois primeur ou nouveau rosé[10]
- Coteaux de l'Auxois primeur ou nouveau rouge[11]
- Coteaux de l'Auxois surmûri blanc[12]
- Coteaux de l'Auxois surmûri rosé[13]
- Coteaux de l'Auxois surmûri rouge[14]

### Vin et gastronomie

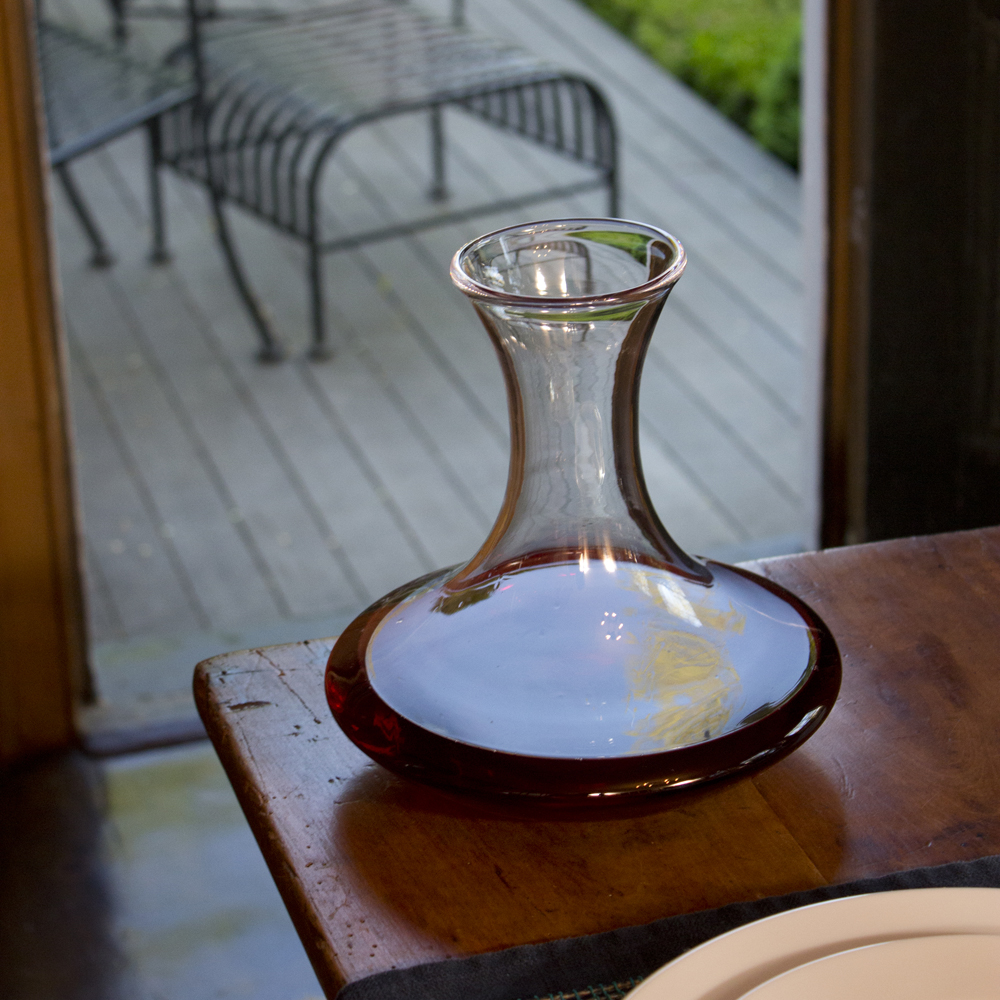
Vin rouge de l'IGP Coteaux-de-l'Auxois présenté en décanteur